# Château des Étourneaux
Het Château des Étourneaux is een kasteel in de Franse gemeente Montluçon. Het kasteel is een beschermd historisch monument sinds 1974.